# Börje – The Journey of a Legend
Börje – The Journey of a Legend är en svensk dramaserie om Börje Salmings liv, vars första avsnitt hade premiär på TV3 och Viaplay den 19 november 2023. Första säsongen består av sex avsnitt. Serien är regisserad av Amir Chamdin som arbetat med TV-projektet under åtta år. Seriens manus har skrivits av Martin Bengtsson med assistans från Börje Salming. Huvudrollen spelas av Valter Skarsgård som coachades av Salming såväl inför som under inspelningen. Enligt egen utsaga kunde Skarsgård inte stå på ett par skridskor innan förberedelserna började, så han fick träna skridskoåkning i två år. Musiken till serien, inklusive dess ledmotiv "Tell me what you sell me", har skrivits av Niclas Frisk där även Nina Persson medverkar.

## Handling
Serien kretsar kring hockeyspelaren Börje Salming och följer hans väg från uppväxten i Kiruna, via genombrottet i Brynäs vidare till den framgångsrika karriären som ishockeyproffs i Toronto Maple Leafs.

## Roller i urval
- Valter Skarsgård – Börje Salming
  - William Stöckel – Börje, som ung
- Hedda Stiernstedt – Margitta Salming
- Jack Langedijk – Smokey
- Sara Soulié – Karin Salming
- Joel Lindblad – Hans "Virus" Lindberg
- A.C. Peterson – Harold Ballard
- Jason Priestley – Gerry McNamara
- Oscar Skagerberg – Stig Salming
  - Edvin Keinil – Stig, som ung
- Pelle Holmström – Inge Hammarström
- Anthony Bewlz – Darryl Sittler
- Simon Lööf - Stefan "Lill-Prosten" Karlsson
- Kelly van der Burg - Christine McKenny
- Dregen - Spelare i Timrå IK
- Markus Krunegård - Spelare i Timrå IK
- Markus Christensen - Tommy Sandlin
- Simeon Lindgren - Lennart "Tigern" Johansson